# Henry de Graffigny
Raoul Henri Clément Auguste Antoine Marquis, dit Henry de Graffigny, né le 28 septembre 1863 à Graffigny-Chemin et mort le 31 juillet 1934 à Septeuil, est un écrivain polygraphe, un journaliste et un aéronaute français. Il est le modèle de Roger-Marin Courtial des Pereires dans Mort à crédit de Louis-Ferdinand Céline.

## Biographie
Archétype du savant touche-à-tout exubérant, scientifique farfelu aux connaissances très vastes mais pas forcément très profondes, Raoul Marquis est avant tout un immense vulgarisateur : il est l'auteur de plus de deux cents livres, la plupart sous le pseudonyme d'Henry de Graffigny (jouant de son authentique patronyme, il usurpe un temps le titre de marquis de Graffigny). Parmi ses nombreuses spécialités : la chimie organique et plus largement les sciences appliquées (il est l'auteur d'une thèse en sciences physiques en 1904), ainsi que les ascensions en dirigeable (l'un de ses premiers titres étant Traité d'aérostation théorique et pratique, 1891) et l'électricité. Son œuvre foisonnante s'étend du roman d'aventure (les rocambolesques Aventures extraordinaires d'un savant russe, publiées de 1888 à 1896, font de lui l'un des pionniers français de la science-fiction), des comédies et pièces de Guignol, aux traités scientifiques et techniques (aviation, astronomie, radiologie...) en passant par des guides de mécanique et autres manuels d'expériences électriques amusantes... jusqu'à un surprenant Tout ce qu'il faut pour se mettre en ménage. Cet éclectisme alimentera le côté bouffon du personnage qu'il devient, immortalisé dans Mort à crédit.
Louis-Ferdinand Céline fait sa connaissance en septembre 1917, alors que Raoul Marquis est secrétaire de rédaction de la revue scientifique Eurêka, publiée par les Éditions de La Sirène. Dans cette revue (rebaptisée Génitron dans Mort à crédit), Céline est factotum (garçon de course, correcteur...) et est publié pour la première fois en février 1918 : il s'agit de la traduction d'un article scientifique américain. Embauchés ensemble par la mission Rockefeller, Céline et Raoul Marquis parcourent la Bretagne en 1918 pour une campagne de prévention de la tuberculose, puis se perdent de vue. Marquis est mentionné dans cette revue sous le nom de Henry de Graffigny, de même est fait mention d'un certain Benedictus qui n'est autre qu'Édouard Bénédictus, chimiste et artiste, que Céline croisa à Londres en 1916.
À la fin des années 1920, Marquis est brièvement chargé de cours à la Faculté des sciences de Paris, puis se retire à Septeuil où il se consacre (comme Courtial des Pereires) à des expérimentations d'agriculture intensive par l'électricité.
Il fut un temps rédacteur en chef de La Science universelle, revue populaire illustrée (1885).

## Œuvre
Parmi les centaines d'ouvrages publiés, entre autres pour Maison Quantin, Rouff, ou Ferenczi, citons :
- Récits d'un aéronaute - Histoire de l'aérostation, Delagrave, Paris, 1892, 299 p.
- Les moteurs légers applicables à l'industrie aux cycles et automobiles, à la navigation, à l'aéronautique, à l'aviation, etc., 1899 (Lire en ligne).
- Le Tour du monde en automobile, illustré par Ferdinand Raffin,  A. Picard et Kaan, 1909 ; rééd. Gedalge, 1936.
- Le Tour de France en aéroplane, illustré par Raffin, A. Picard et Kaan, 1910.
- Voyage de cinq Américains dans les planètes, roman astronomique, Gedalge, 1926.
- La Science à la maison : les conditions nouvelles de construction et d'architecture, hygiène des locaux habités, ventilation, dépoussiérage, assainissement, procédés perfectionnés de chauffage et d'éclairage, le rôle des distributions d'électricité dans la vie sociale moderne, le chauffage électrique, le nouvel outillage ménager, machines à laver et à nettoyer en tous genres, la science à la cuisine et au cabinet de toilette, les petits serviteurs de la maison, la sécurité et le confort dans l'habitation moderne, etc., Desforges, Girardot et Cie, 1927
- Traité théorique et pratique de navigation aérienne : construction et calcul des ballons sphériques et dirigeables et des avions, cellules et moteurs, Eyrolles, 1928.
- Irons-nous dans la lune ?, préface de l'abbé Th. Moreux, illustré de gravures explicatives dessinées par l'auteur, Éditions Spes, 1932.
- Les Martyrs du pôle, Paris, Librairie Gedalge, 1934, 253 p. (BNF 32421812, lire en ligne).
- LE PETIT AVIATEUR - Les différents appareils de navigation aérienne leur construction, aviettes, planeurs, bicyclettes volantes, les avions jouets, France Edition, Paris, vers 1925, 127 p.